# Heterospio longissima
Heterospio longissima is een borstelworm uit de familie Longosomatidae. Het lichaam van de worm bestaat uit een kop, een cilindrisch, gesegmenteerd lichaam en een staartstukje. De kop bestaat uit een prostomium (gedeelte voor de mondopening) en een peristomium (gedeelte rond de mond) en draagt gepaarde aanhangsels (palpen, antennen en cirri).
Heterospio longissima werd in 1874 voor het eerst wetenschappelijk beschreven door Ehlers.